# Gulagu.net
Gulagu.net (rus. Гулагу-нет, "¡No más GULAG!") es un sitio web ruso y organización de derechos humanos contra la corrupción política y la tortura en la Federación de Rusia. Fue fundado en 2011 por el activista ruso de derechos humanos Vladimir Osechkin.

## Descripción
Gulagu.net ha publicado videos de palizas y torturas en prisiones rusas durante el gobierno del presidente Vladímir Putin.
En 2023, Gulagu.net ayudó a Andréi Medvédev a huir de Rusia para buscar asilo en Noruega, luego de desertar del Grupo Wagner durante la invasión de Ucrania.